# Chris Coleman
Christopher "Chris" Coleman (n. Swansea, Glamorgan, 10 de juny de 1970) és un exjugador de futbol professional gal·lès i actual entrenador de la Selecció de futbol de Gal·les, càrrec que va assumir el 19 de gener de 2012, succeint a Gary Speed; anteriorment, va ser entrenador de l'AE Larissa fins a la seva dimissió del 9 de gener de 2012.

## Carrera

### Com a jugador
Com a jugador professional, va ocupar generalment la posició de defensa, alternant-se ocasionalment com a davanter. Va debutar com a futbolista en les files del Swansea City i es va retirar en el Fulham FC. Va realitzar 32 aparicions en diversos partits de la selecció gal·lesa.

### Com a entrenador
Fulham
Com a director tècnic, es va estrenar en la banqueta del Fulham FC el 2003, aconseguint un novè lloc en la Premier League anglesa de la temporada 2003-2004. No obstant això, en les dues següents campanyes, l'equip va ocupar posicions de la segona meitat de la classificació. Finalment, l'abril de 2007, va ser acomiadat després de 7 partits sense guanyar.
Reial Societat
Després, va ser nomenat nou entrenador de la Reial Societat, però va dimitir en gener de 2008, al·legant diferències amb el president entrant, malgrat que en els seus últims onze partits va registrar una sola derrota i marxava 5è després de 20 jornades de Lliga.
Coventry City i AE Larissa
El febrer de 2008, va tornar a Anglaterra per dirigir al Coventry City; però va ser acomiadat el maig de 2010, després d'una ratxa desastrosa de resultats. Posteriorment va entrenar durant 7 mesos al AE Larissa de la Segona Divisió de Grècia.
Selecció de Gal·les
En gener de 2012, va signar com a nou seleccionador de Gal·les. Sota la seva direcció, el combinat britànic va aconseguir un fet històric: superar la classificació per l'Eurocopa 2016, alguna cosa que no aconseguia des de feia 57 anys. Després d'aquest èxit, va ser renovat fins a 2018.